# National Archives of Australia

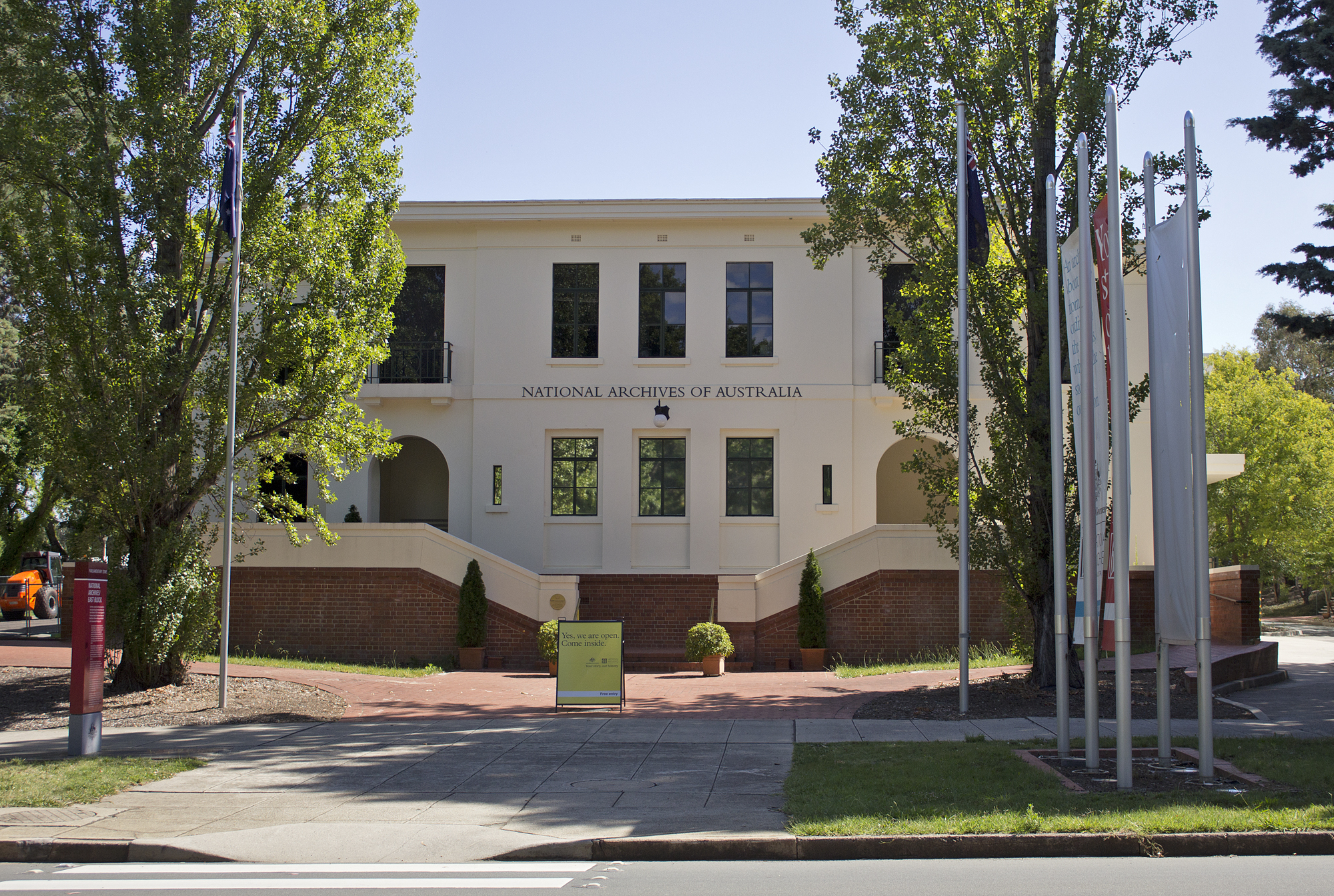
National Archives of Australia

Die National Archives of Australia (ehemaliger Name Commonwealth Archives Office) sind das Nationalarchiv Australiens. Die Behörde wurde von der australischen Regierung gemäß dem Archives Act 1983 geschaffen, um staatliche und historisch bedeutende Dokumente zu erhalten und zu schützen. Das Hauptgebäude befindet sich in der Hauptstadt Canberra, daneben gibt es Zweigstellen in den Hauptstädten aller Bundesstaaten und Territorien.
Die meisten Dokumente sind in Papierform. Daneben gibt es aber auch umfangreiche Sammlungen von Fotos, Plakaten, Landkarten, Architekturzeichnungen, Filmen, Theaterstücken, Notenblättern und Tonaufnahmen. Das Hauptaugenmerk der Sammlung gilt dem Material, das seit der Gründung Australiens im Jahr 1901 von Ministerien, Kommissionen, Behörden, Militäreinheiten, Sicherheitsdiensten, Geheimdiensten und Strafverfolgungsbehörden angelegt wurde sowie dem diplomatischen Nachrichtenverkehr. Ergänzt wird dieses Material durch Aufzeichnungen von Generalgouverneuren, Premierministern und anderen Regierungsmitgliedern.
Das Hauptgebäude in Canberra besitzt eine Dauerausstellung mit dem Namen Charters of Our Nation (Gründungsdokumente unserer Nation), mit den zwei wichtigsten Dokumenten der australischen Geschichte:
- die Royal Commission of Assent, das von Königin Victoria unterzeichnete Gesetz, mit dem der Staat Australien geschaffen wurde
- das Original der australischen Verfassung, welche die Grundlage des australischen Rechts bildet

Daneben finden im Hauptgebäude auch Wechselausstellungen statt.